# Dejvid Bejli
Dejvid Rojston Bejli (engl. David Royston Bailey rođen 2. januara 1938) je engleski fotograf i višestruko je nagrađen kao jedan od najboljih u svojoj profesiji.
Postao je asistent fotografa u studiju John French studio, a zatim fotograf za John Cole's Studio Five pre nego što je postao modni fotograf za britanski časopis vogue 1960. Zajedno sa Terensom Donovanom i Brajanom Dafijem, pomogao je u stvaranju Swinging London 1960-ih. 2012. godine BBC je napravio film koji govori o njegovom snimanju u Njujorku 1962. sa Žanom Šrimptonom.

## Knjige
- Box of Pin-Ups, 1964
- Goodbye Baby & Amen, 1969
- Warhol, 1974
- Beady Minces, 1974
- Papua New Guinea, 1975
- Mixed Moments, 1976
- Trouble and Strife, 1980
- Bailey NW1, 1982
- Black & White Memories, 1983
- Nudes 1981–1984, 1984
- Imagine, 1985
- If We Shadows, 2001
- The Lady is a Tramp, 1995
- Rock & Roll Heroes, 1997
- Archive One, 1999 (also titled The Birth of the Cool for USA)
- Chasing Rainbows, 2001
- Art of Violence, Kate Kray & David Bailey, 2003 (also titled Diamond Geezers)
- Bailey/Rankin Down Under, 2003
- Archive Two: Locations, 2003
- Bailey's Democracy, 2005
- Havana, 2006
- NY JS DB 62, 2007
- Pictures That Mark Can Do, 2007
- Is That So Kid, 2008
- David Bailey: 8 Minutes: Hirst & Bailey, 2009 sa Dejmijenom Hrstom
- EYE, 2009
- Flowers, Skulls, Contacts, 2010

## Izložbe
- National Portrait Gallery 1971
- One Man Retrospective Victoria & Albert Museum 1983
- International Center of Photography (ICP) NY 1984
- Curator "Shots of Style" Victoria & Albert Museum 1985
- Pictures of Sudan for Band Aid at The Institute for Contemporary Arts (ICA) *1985
- Auction at Sotheby's for Live Aid Concert for Band Aid 1985
- Bailey Now! Royal Photographic Society in Bath 1989
- Numerous Exhibitions at Hamiltons Gallery, London. 1989 to now
- Fahey Klein Gallery, Los Angeles 1990
- Camerawork Photogallerie, Berlin. 1997
- Carla Sozanni. Milan. 1997
- A Gallery for Fine Photography, New Orleans. 1998
- Touring exhibition "Birth of the Cool" 1957–1969 & contemporary work
- Barbican Art Gallery, London – 1999
- National Museum of Film, Photography & Television, Bradford. 1999–2000
- Moderna Museet, Stockholm, Sweden. 2000
- City Art Museum, Helsinki, Finland 2000
- Modern Art Museum, The Dean Gallery, National Galleries of Scotland, Edinburgh 2001
- Proud Gallery London Bailey /Rankin Down Under
- Gagosian Gallery. Joint with Damien Hirst “14 Stations of the Cross” 2004
- Gagosian Gallery. Artists by David Bailey. 2004
- Democracy. Faggionato Fine Arts 2005
- Havana. Faggionato Fine Arts 2006
- Pop Art Gagosian London 2007
- Galeria Hilario Galguera Mexico 2007
- National Portrait Gallery – Beatles to Bowie 2009
- Bonhams, London. Pure Sixties Pure Bailey 2010
- Pangolin London. Sculpture + 2010
- The Stockdale Effect, galerija Pol Stolper, London 2010
- David Bailey's East End. Compressor House, London, 2012.[4]
- David Bailey's East End Faces London February/May 2013[5]
- Bailey's Stardust, National Portrait Gallery, London 2014[6]

## Spoljašnje veze
- David Bailey на веб-сајту  (језик: енглески)
- Liz Walker interviews David Bailey, September 1990
- Text of 1994 interview.
- 2000 interview (text and video)
- 2006 CNN interview (text and video) Архивирано на веб-сајту  (5. март 2016)
- David Bailey British Vogue Covers Archive
- Fransis Hodžson, "David Bailey: Still troubling after all these years"